# کارلن وارطانیان (سیاستمدار)
کارلن (کامو) مانوک وارطانیان (ارمنی: Կարլեն (Կամո) Մանուկ Վարդանյան؛ زادهٔ ۱۵ دسامبر ۱۹۲۹ - درگذشته ۲۰۰۰) یک سیاستمدار اهل ارمنستان بود که از تاریخ ۱۹۹۵ تا تاریخ ۱۹۹۹ سمت نمایندگی دوره اول مجلس ملی جمهوری ارمنستان را برعهده داشت.

## زندگی‌نامه
در ۱۵ دسامبر ۱۹۲۹ در ایروان به دنیا آمد و از دانشگاه دولتی ایروان فارغ‌التحصیل شد.  وی در ۲۰۰۰ در سن ۷۱ سالگی درگذشت.